# تيراث

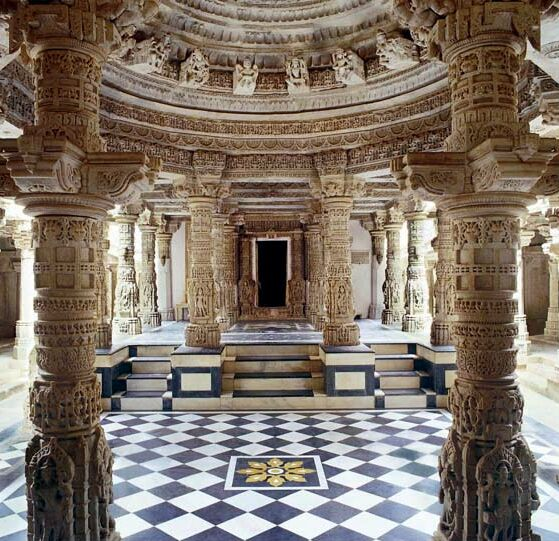
معبد أديشوار، في مجمع معبد ديلوارا على جبل أبو، مثال على التيراث لمجتمع جاين.

تيراث (بالسنسكريتية: तीर्थ)‏ هي كلمة سنسكريتية تعني "مكان العبور، مخاضة"، وتشير إلى أي مكان أو نص أو شخص مقدس. وتشير بشكل خاص إلى مواقع الحج والأماكن المقدسة في الهندوسية والبوذية والجاينية.

## معلومات المراجع
- James G. Lochtefeld (2002). The Illustrated Encyclopedia of Hinduism: N-Z. The Rosen Publishing Group. ISBN:978-0-8239-3180-4. مؤرشف من الأصل في 2022-10-30.
- Axel Michaels؛ Barbara Harshav (Transl) (2004). Hinduism: Past and Present. Princeton University Press. ISBN:978-0691089539. مؤرشف من الأصل في 2022-09-20.
- Knut A. Jacobsen (2013). Pilgrimage in the Hindu Tradition: Salvific Space. Routledge. ISBN:978-0-415-59038-9. مؤرشف من الأصل في 2022-09-22.

## روابط خارجية
- Sacred of the Sacred نسخة محفوظة 14 مايو 2016 على موقع واي باك مشين. by Swami Tripurari